# Pápay József (olajmérnök)
Pápay József (Fűr, 1939. június 29. – Budapest, 2017. augusztus 22.) Széchenyi-díjas olaj- és gázmérnök, egyetemi tanár, a Magyar Tudományos Akadémia rendes tagja. A magyar olaj- és gázmezők feltárásának, termelésének, illetve a bányászati technológiák tervezésének, ellenőrzésének és irányításának jelentős kutatója. 1992 és 1995 között a MOL Rt. Olaj- és Gázipari Laboratóriumának igazgatója.

## Ipari pályafutása
1957-ben érettségizett, majd felvették a Nehézipari Műszaki Egyetemre, ahol 1962-ben szerzett okleveles olajmérnöki diplomát. 1968-ban védte meg egyetemi doktori disszertációját. 1969 és 1970 között posztgraduális képzésen vett részt a milánói Scoula Enrico Mattein.
Diplomájának megszerzése után különböző olajipari vállalatoknál dolgozott, ahol fluidum-előkészítéssel kapcsolatos feladatokkal foglalkozott. Ebben az időszakban a nagylengyeli Kőolajtermelő Vállalat (1962), a nagyalföldi Kőolaj- és Földgáztermelő Vállalat (1962–1966) munkatársa volt. 1966-ban került az Országos Kőolaj- és Gázipari Tröszt (OKGT, ma a MOL Nyrt. része) Laboratóriumi Főosztályára, majd egy évvel később az OKGT Olaj- és Gázipari Laboratórium műszaki gazdasági tanácsadója, később osztályvezetője lett. Itt 1980-ig dolgozott, amikor is a Magyar Szénhidrogénipari Kutatás-fejlesztő Intézet főosztályvezetőjévé nevezték ki. Az intézettől 1988-ban távozott, amikor egy ausztriai (Leoben) mérnöki iroda tudományos tanácsadója, illetve a mérnöki részlegének vezetője lett. Itt 1991-ig tevékenykedett, amikor visszatért az OKGT-hez, ahol főtechnológusi állást kapott. 1992-ben kinevezték az addigra Magyar Olaj- és Gázipari Rt.-vé átnevezett vállalat Olaj- és Gázipari Laboratóriumának vezetőjévé, ahol 1995-ig dolgozott. Ezután a cég kutatási-művelési mérnöki irodájának helyettes vezetőjeként dolgozott, majd 2000-ben főtanácsadói megbízást kapott.

## Tudományos pályafutása
1968-ban kezdett el tanítani a Nehézipari Műszaki Egyetem olajtermelési tanszékén. 1970 és 1988 között a Kölcsönös Gazdasági Segítség Tanácsa (KGST) szakértőjeként is dolgozott. 1984-ben fél évig a leobeni Bányászati Egyetem Johanneum kutatóintézetének tudományos tanácsadója volt. 1984 és 1988 között a Nemzetközi Gázunió és az Egyesült Nemzetek Szervezete szakértője volt. 1992-ben egyetemi tanári kinevezést kapott a Miskolci Egyetemre.
A Freibergi Bányászati Egyetem (Németország) és az Ain Sams Geológiai Egyetem (Egyiptom) meghívott előadója, valamint több mérnök-továbbképzési intézet nemzetközi konzulense volt. 1997–1998-as években az Olajmérnökök Világszövetsége (SPE) felkérésére mint „distinguished lecturer” előadássorozatot tartott a világ több országában a földalatti gáztárolás témakörében.
1975-ben védte meg a műszaki tudományok kandidátusi, 1984-ben akadémiai doktori értekezését. Az MTA Miskolci Területi Bizottságának és a Bányászati Tudományos Bizottságnak lett tagja, utóbbinak több éven át elnöke volt. 1994 és 1997 között az MTA Közgyűlésének képviselője volt. 1998-ban megválasztották a Magyar Tudományos Akadémia levelező, 2004-ben rendes tagjává. A Doktori Tanács bányászati, földtani és geofizikai szakbizottságának elnöke. Oktatói állása mellett a Kőolaj és Földgáz című szakfolyóirat szerkesztőbizottságának tagja volt.

## Munkássága
Kutatási területe a kőolaj- és földgáztermelés, a kőolaj- és földgáztelepek, valamint a föld alatti gáztárolók bányászati technológiájának tervezése, ellenőrzése és irányítása és a rezervoártechnológia volt.
Munkássága jelentős a földgáz porózus talajon történő tárolása terén. Tervező, elemző munkássága és tudományos elméleti tevékenysége jelentős a magyarországi szénhidrogén-bányászat korszerűsítésében. Foglalkozott a szénhidrogénkutak hőmérsékletviszonyainak kérdésével, ennek meghatározására külön elméletet dolgozott ki. Emellett megfogalmazta az úgynevezett kettős porozitású tárolók, illetve a föld alatti gáztárolók hidrodinamikáját, valamint a művelési alapelveket.
Több mint háromszáztíz tudományos publikáció, illetve öt könyv szerzője, társszerzője volt.

## Családja
1965-ben nősült, felesége Molnár Kornélia. Házasságukból egy leány- és egy fiúgyermekük született.

## Díjai, elismerései
- Akadémiai Nívódíj (2003)
- A Magyar Érdemrend tisztikeresztje (2005)
- Széchenyi-díj (2009)

## Főbb publikációi
- A termeléstechnológiai paraméterek változása a gáztelepek leművelése során (1968)
- Termelőkutak és vezetékek hőmérsékletviszonyai stacioner állapotban (1970)
- A gázteleptől a távvezeték végpontjáig terjedő rendszer komplex vizsgálatának jelentősége (1972)
- Vegyes porozitású tárolók numerikus modellezése (társszerző, 1981)
- A szénhidrogénkutak hőmérséklet viszonyai (1984)
- Experience with CO2 EOR Process in Hungary (társszerző, 1988)
- Engineering Aspects of Underground Gas Storage (1996)
- Improved Recovery of Conventional Natural Gas (1999)
- 4D Numerical Modeling of Petroleum Recovery (2001)
- Development of Petroleum Reservoirs. Theory and Practice (2003)
- Kőolaj- és földgáztelepek kitermelési eljárásai és azok hatékonysága. Székfoglaló előadások a Magyar Tudományos Akadémián  (2014)